# جايسون بولاك
جايسون بولاك (بالإنجليزية: Jason Polak)‏ (9 يناير 1968 - ) هو لاعب كرة قدم أسترالي في مركز الوسط. شارك مع منتخب أستراليا لكرة القدم. أما مع النوادي، فقد لعب مع نادي سيدني أوليمبيك.

## وصلات خارجية
- جايسون بولاك على موقع الاتحاد الدولي (مؤرشف)  (الإنجليزية)
- جايسون بولاك على موقع قاعدة بيانات كرة القدم.إي يو (الإنجليزية)
- جايسون بولاك على موقع ناشيونال فوتبول تيمز (الإنجليزية)